# Palhinhaea trianae
Palhinhaea trianae är en lummerväxtart som först beskrevs av Georg Hans Emmo Emo Wolfgang Hieronymus, och fick sitt nu gällande namn av Josef Holub. Palhinhaea trianae ingår i släktet Palhinhaea och familjen lummerväxter. Inga underarter finns listade i Catalogue of Life.